# Fontaine-le-Bourg
 Fontaine-le-Bourg  es una población y comuna francesa, en la región de Alta Normandía, departamento de Sena Marítimo, en el distrito de Rouen y cantón de Clères.

## Demografía
| 1062 | 1164 | 1170 | 1301 | 1420 | 1481 |
| Para los censos de 1962 a 1999 la población legal corresponde a la población sin duplicidades (Fuente: INSEE [Consultar]) |      |      |      |      |      |